# Bryggen
Bryggen est le nom d'un quartier de la ville de Bergen en Norvège, quartier situé sur un quai (brygge signifie embarcadère, quai en norvégien).

## Histoire
Bryggen était le quartier occupé par les Hanséates. Malgré les incendies liés à l'utilisation de bois, le quartier a été reconstruit avec des méthodes traditionnelles.
Aujourd'hui Bryggen est un quartier essentiellement touristique avec nombre de restaurants et de boutiques en tout genre. Le quai se nommait Tyskebryggen, le quai allemand, jusqu'à la Seconde Guerre mondiale.

## Situation
Le quartier compte 62 « immeubles ».
On trouve à Bryggen Mariakirken (l'église Sainte-Marie) qui fut celle des Hanséates de 1408 à 1766. On y trouve également Det Hanseatiske Museum, un musée qui retrace l'histoire de Bergen et de ses relations avec la Ligue hanséatique, et Bryggens Museum, un musée qui expose les vestiges de Moyen Âge des fouilles archéologiques à Bryggen (dont les inscriptions de Bryggen). Enfin, tout au bout du quai, on trouve la Håkonshallen (Forteresse de Bergenhus).

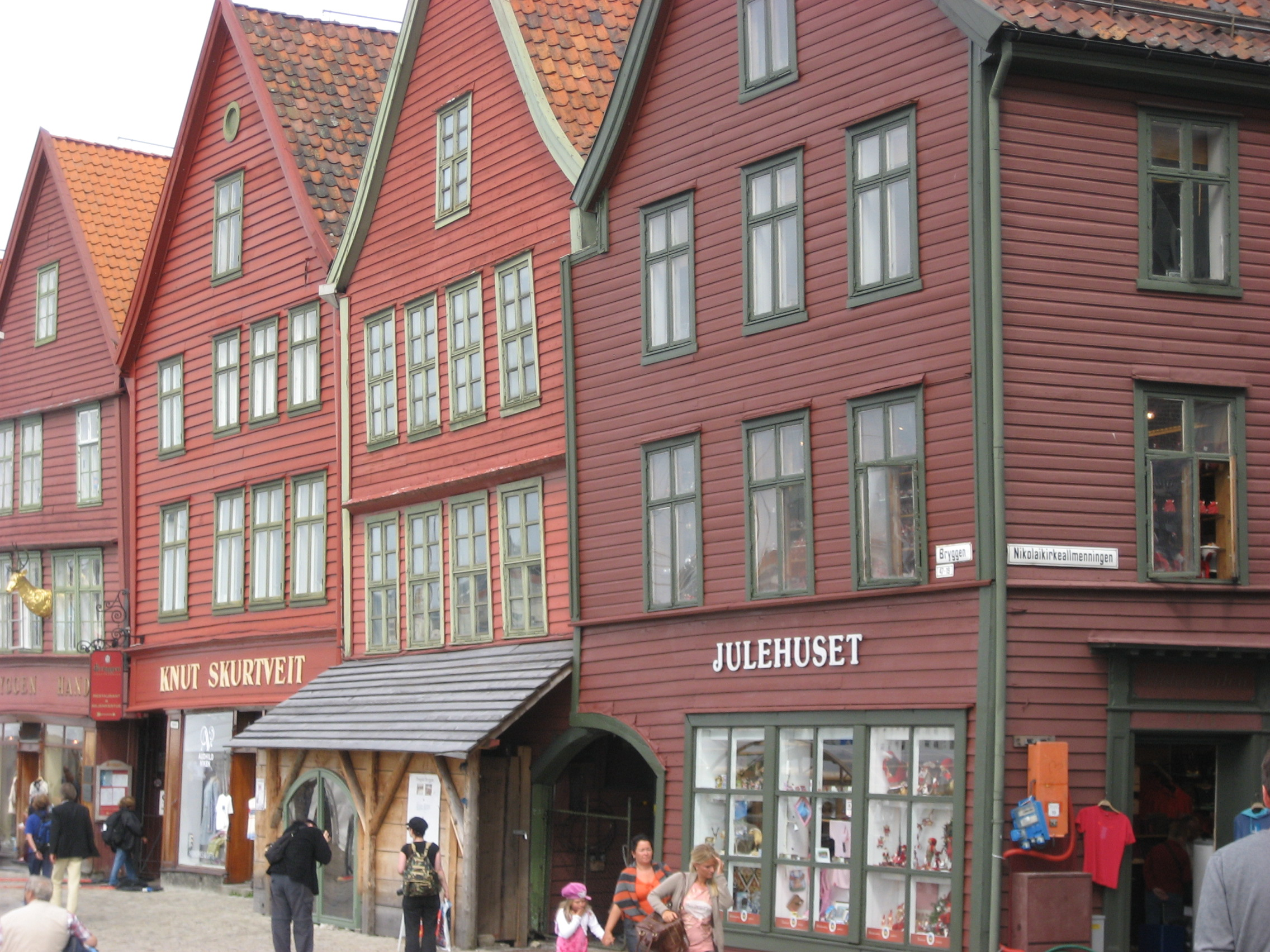
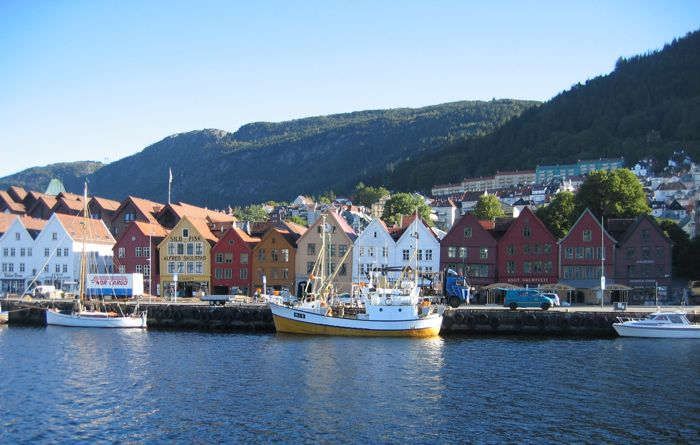
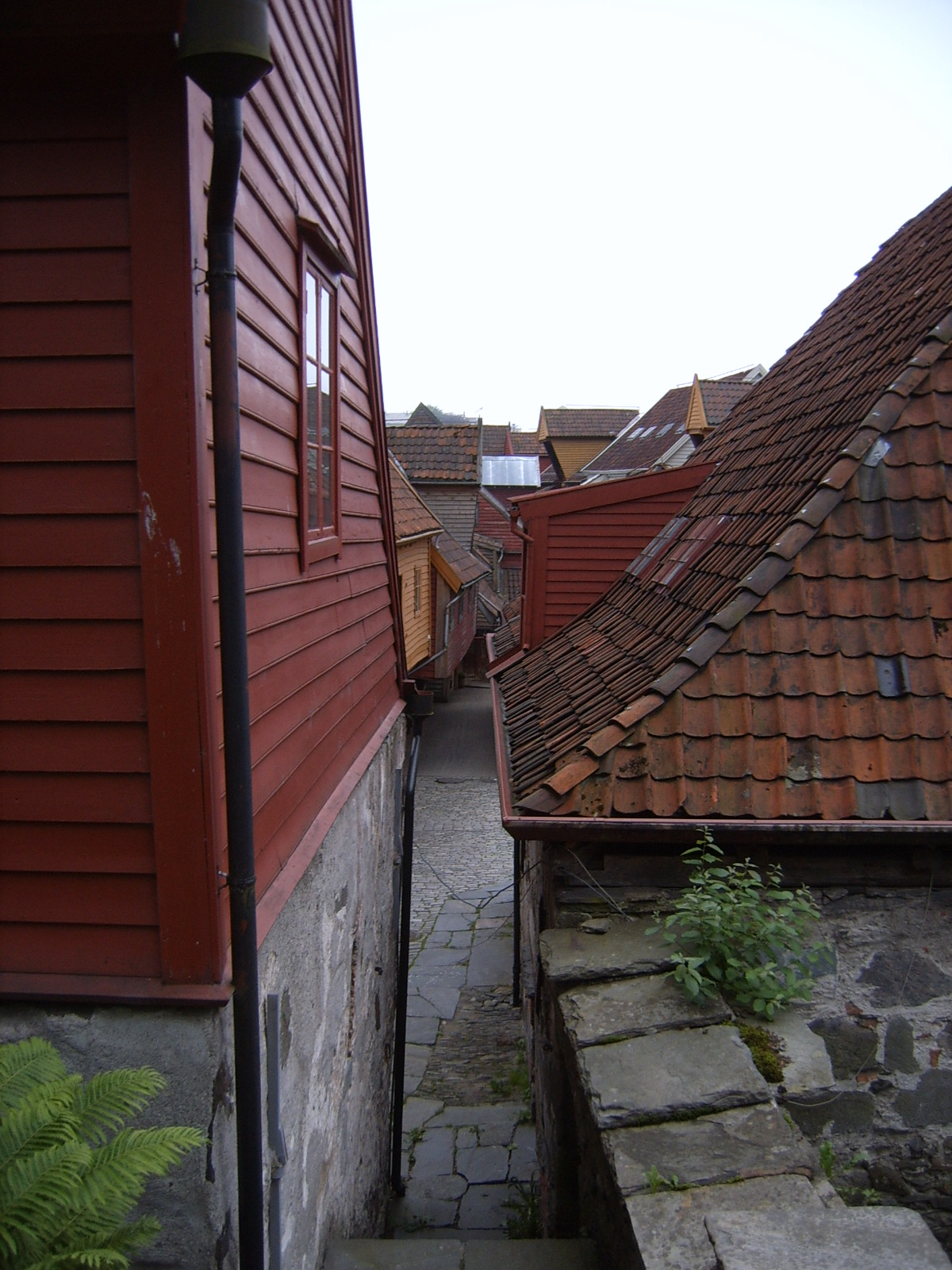
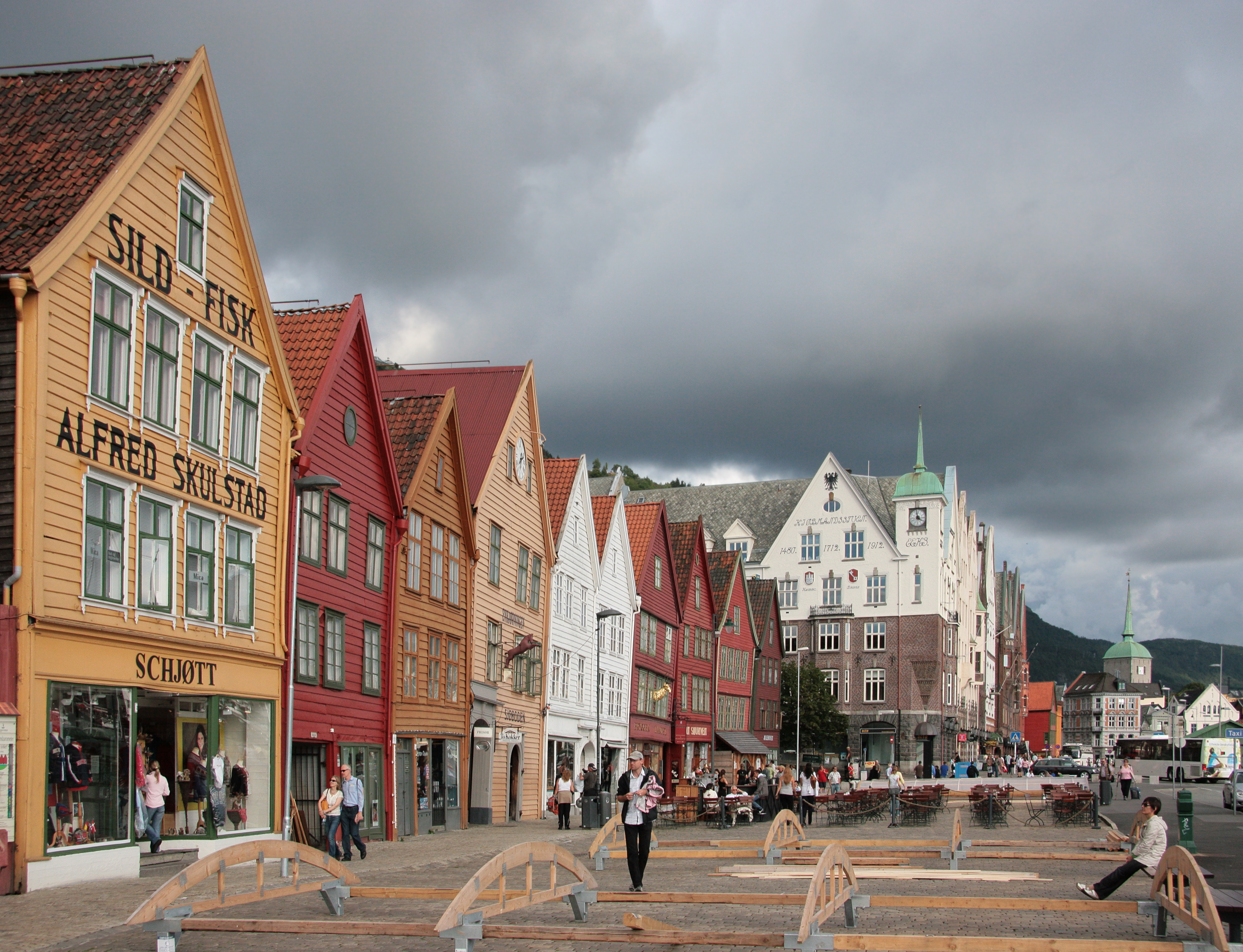
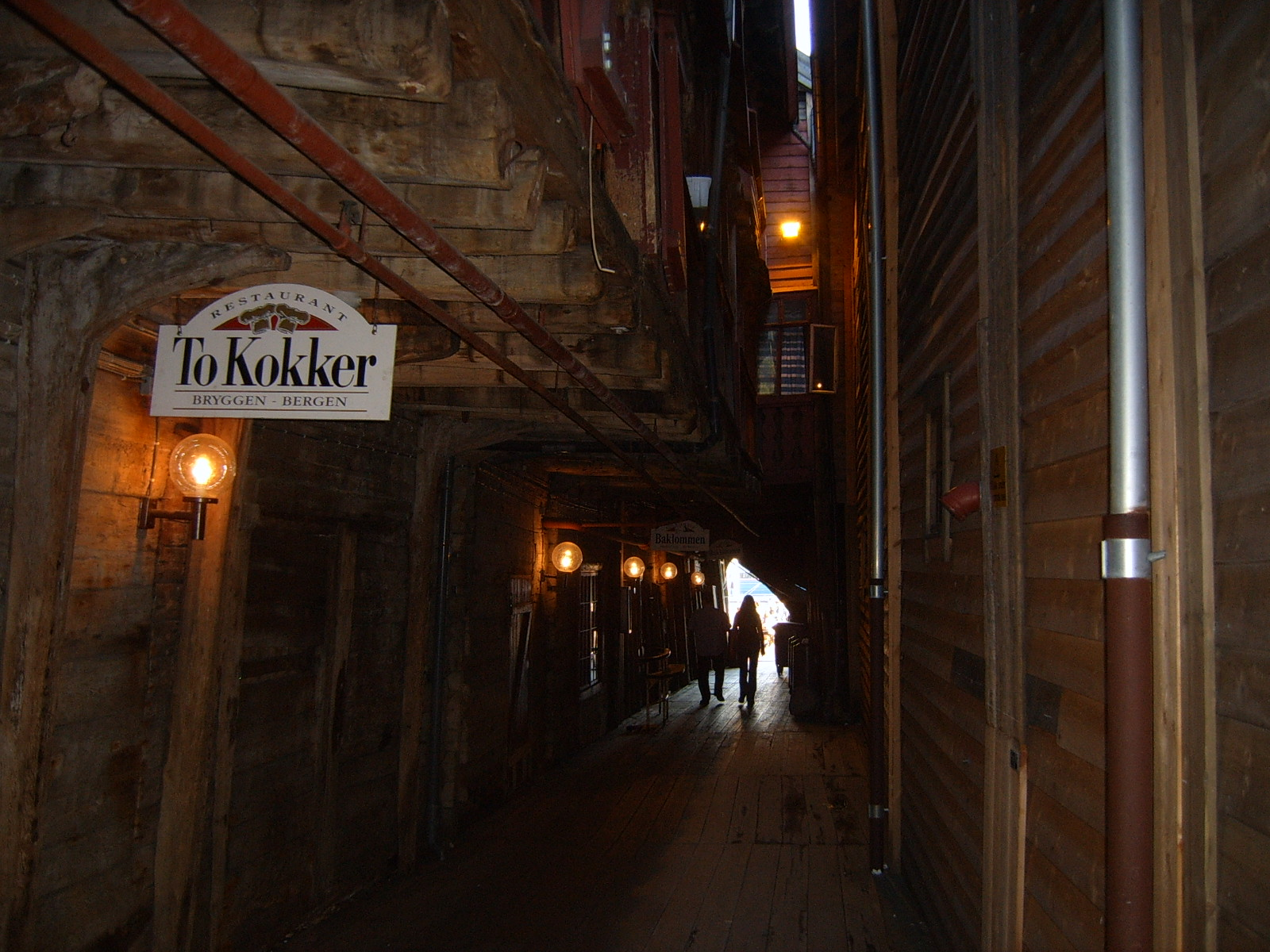
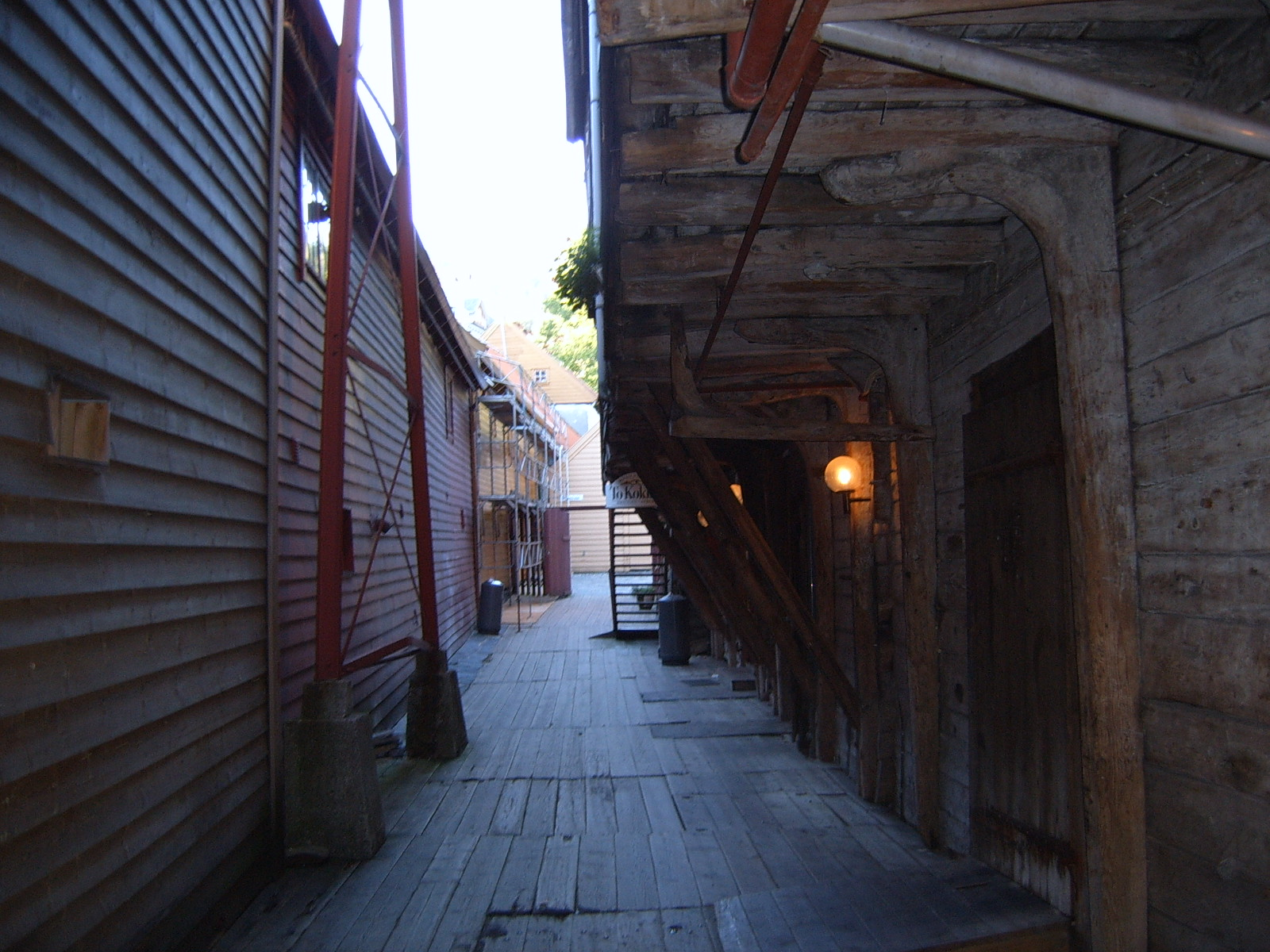
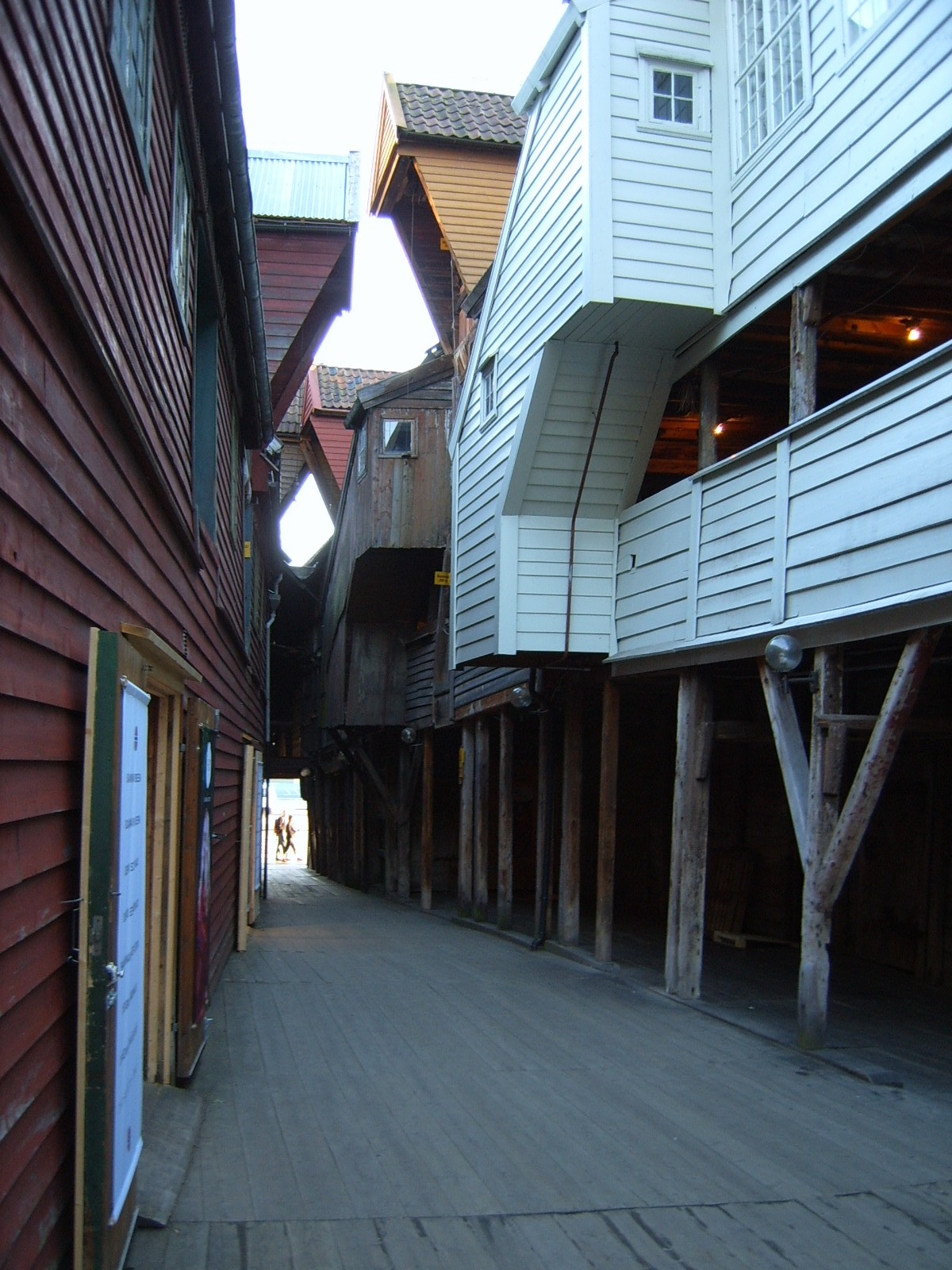
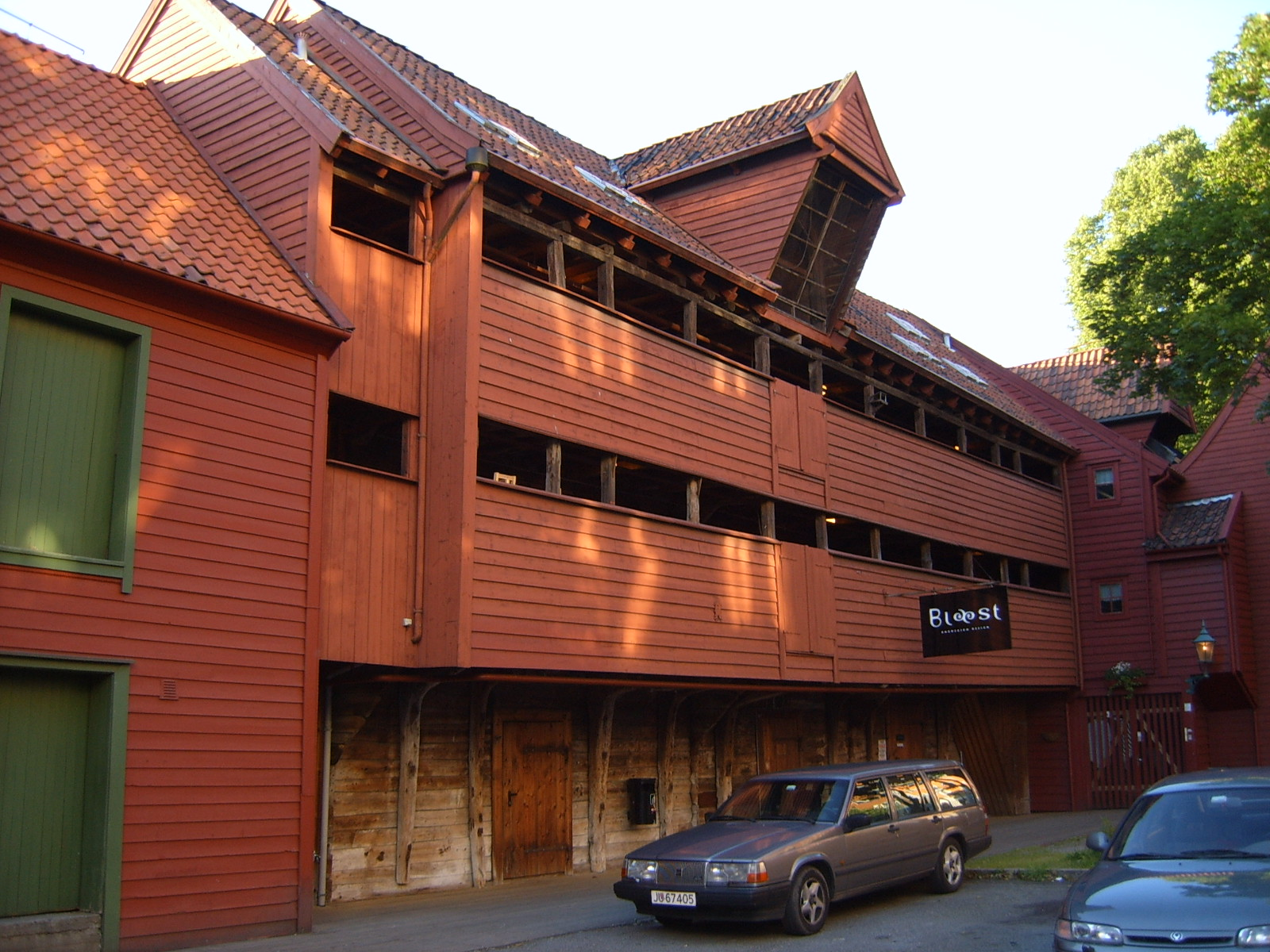

## Protection
Il est inscrit sur la liste du patrimoine mondial en Europe depuis 1979 avec la Stavkirke d'Urnes, la ville de Røros, le site d'art rupestre d'Alta et Vegaøyan.

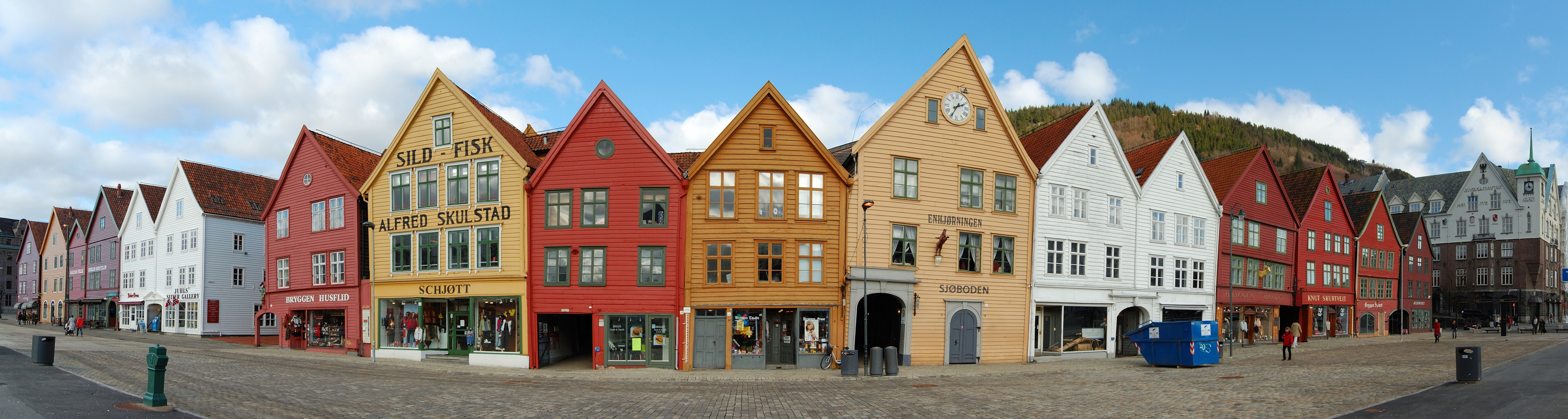
Bryggen.